# Liste der denkmalgeschützten Objekte in Petzenkirchen
Die Liste der denkmalgeschützten Objekte in Petzenkirchen enthält die 5 denkmalgeschützten, unbeweglichen Objekte der Gemeinde Petzenkirchen.

## Denkmäler
| Foto |                 | Denkmal | Standort                                                  | Beschreibung | Metadaten |
| ---- | --------------- | --- | --------------------------------------------------------- | --- | --- |
| ja   | Datei hochladen | Kath. Pfarrkirche hl. Stephan HERIS-ID: 50386 Objekt-ID: 55309                                                  | neben Kirchenplatz 1 Standort KG: Petzenkirchen           | Die Pfarrkirche hl. Stephan hat ein spätgotisches zweischiffiges Hallenlanghaus aus dem frühen 16. Jahrhunderts mit gotischem Westturm und großem, asymmetrisch gesetztem Chor. | BDA-Hist.: Q38039851 Status: § 2a Stand der BDA-Liste: 2025-06-30 Name: Kath. Pfarrkirche hl. Stephan GstNr.: .56 St Stephen's church, Petzenkirchen                                        |
| ja   | Datei hochladen | Kriegerdenkmal HERIS-ID: 68182 Objekt-ID: 81185                                                                 | Kirchenplatz Standort KG: Petzenkirchen                   | Der Säulenpavillon auf dem Platz vor der Kirche wurde 1922 erbaut. Sein Dach hat die Form eines Soldatenhelms. | BDA-Hist.: Q38118966 Status: § 2a Stand der BDA-Liste: 2025-06-30 Name: Kriegerdenkmal GstNr.: .56 Kriegerdenkmal Petzenkirchen                                                             |
| ja   | Datei hochladen | Bildstock HERIS-ID: 46702 Objekt-ID: 48832                                                                      | Pollnbergstraße 6, in der Nähe Standort KG: Petzenkirchen | Der rechteckige Pfeiler aus der Mitte des 18. Jahrhunderts hat eine Korbbogennische und ein Schindeldach mit Eisenkreuzbekrönung. | BDA-Hist.: Q38023099 Status: Bescheid Stand der BDA-Liste: 2025-06-30 Name: Bildstock GstNr.: 61                                                                                            |
| ja   | Datei hochladen | Schloss Petzenkirchen, Bundesanstalt für Kulturtechnik und Bodenwasserhaushalt HERIS-ID: 50387 Objekt-ID: 55310 | Pollnbergstraße 1 Standort KG: Petzenkirchen              | Das Schloss Petzenkirchen ist ein zweigeschoßiger vierseitiger Bau mit dreigeschoßigem Torturm. Ältester Teil ist der Westtrakt, mit spätgotischen Bruchsteinmauern im Keller, der als ursprüngliches Hauptgebäude gedeutet wird. Im 16. Jahrhundert erfolgte der Ausbau zu einem vierflügeligen Schloss. | BDA-Hist.: Q23689423 Status: Bescheid Stand der BDA-Liste: 2025-06-30 Name: Schloss Petzenkirchen, Bundesanstalt für Kulturtechnik und Bodenwasserhaushalt GstNr.: 412 Castle Petzenkirchen |
| ja   | Datei hochladen | Figurenbildstock hl. Johannes Nepomuk HERIS-ID: 68196 Objekt-ID: 81199                                          | vor Pollnbergstraße 1 Standort KG: Petzenkirchen          | Statue des Heiligen auf Postament, Mitte des 18. Jahrhunderts. | BDA-Hist.: Q38118979 Status: § 2a Stand der BDA-Liste: 2025-06-30 Name: Figurenbildstock hl. Johannes Nepomuk GstNr.: 435/4                                                                 |